# Diario oficial
El diario oficial, boletín oficial, gaceta oficial, registro oficial o periódico oficial es el medio de comunicación escrito que un Estado, o una organización internacional o regional, utiliza para publicar sus normas jurídicas, tales como constituciones, tratados,  leyes, decretos y reglamentos, y otros actos de naturaleza jurídica.
Una vez que las normas o decisiones han sido aprobadas o sancionadas por el o los respectivos órganos de los poderes del Estado (poder legislativo, poder ejecutivo y poder judicial), deben ser promulgadas y publicadas para que tengan efectos jurídicos, y por tanto sean acatadas y reconocidas como parte del ordenamiento jurídico del Estado. Esto con base en el principio de que la ley debe ser conocida por el público para que sea legítima.
En algunas situaciones, particularmente en América Latina, cuando la norma aprobada requiere reserva, por referirse a temas de la defensa nacional o labores de inteligencia, se publica una separata de circulación restringida o reservada. En esos casos se habla de «leyes secretas».

## Antecedentes históricos
El primer diario oficial publicado en el mundo fue La Gazette de Francia, el 30 de mayo de 1631.

## Diarios oficiales diversos
Los servicios públicos, empresas estatales, municipalidades o entidades subnacionales también pueden tener una publicación oficial para dar a conocer sus normas jurídicas propias y demás decisiones internas, en los casos que sea requerido por disposición constitucional o legal.

### De organizaciones internacionales
- Unión Europea: Diario Oficial de la Unión Europea
- Mercosur: Boletín Oficial del Mercosur

### De Estados

#### América
- Argentina: Boletín Oficial de la República Argentina[1]
- Brasil: Diario Oficial de la Unión (En portugués Diário Oficial da União)
- Bolivia: Gaceta Oficial del Estado Plurinacional de Bolivia[2]
- Canadá: Canada Gazette
- Chile: Diario Oficial de la República de Chile
- Colombia: Diario Oficial de Colombia
- Cuba: Gaceta Oficial de la República de Cuba
- Ecuador: Registro Oficial de Ecuador
- El Salvador: Diario Oficial de El Salvador
- Estados Unidos: Federal Register
- Guatemala: Diario de Centro América[3]
- Honduras: Diario Oficial La Gaceta (DOF)
- México: Diario Oficial de la Federación (DOF)
- Nicaragua: La Gaceta, Diario Oficial de la República de Nicaragua
- Panamá: Gaceta Oficial de la República de Panamá[4]
- Paraguay: Gaceta Oficial de la República del Paraguay[5]
- Perú: Diario Oficial El Peruano
- Uruguay: Diario Oficial
- Venezuela: Gaceta Oficial de la República Bolivariana de Venezuela
- República Dominicana: Gaceta Oficial de la República Dominicana

#### Europa
- Albania: Fletorja Zyrtare
- Alemania: Bundesgesetzblatt (BGBl)
- Azerbaiyán: Azərbaycan
- España: Boletín Oficial del Estado (BOE) y Boletín Oficial del Registro Mercantil (BORME)
- Estonia: Riigi Teataja
- Francia: Journal Officiel (JORF)
- Grecia: Εφημερίς της Κυβερνήσεως (Efimerís tis Kyverníseos, «Gaceta del Gobierno»)
- Italia: Gazzetta Ufficiale
- Polonia: Dziennik Ustaw Rzeczypospolitej Polskiej
- Portugal: Diário da República
- Reino Unido: London Gazette, Edinburgh Gazette y Belfast Gazette
- República Checa: Sbírka zákonů
- Suecia: Post- och Inrikes Tidningar
- Rusia: Российская газета, cuya traducción literal es El Periódico Ruso.
- Vaticano: Acta Apostolicae Sedis

### De entidades subnacionales

#### De comunidades autónomas de España
Aparte de los boletines de las comunidades autónomas, existen boletines provinciales en las comunidades autónomas pluriprovinciales.
- Boletín Oficial de la Junta de Andalucía (BOJA)
- Boletín Oficial de Aragón (BOA)
- Boletín Oficial del Principado de Asturias (BOPA)
- Boletín Oficial de las Islas Baleares (BOIB o BOCAIB)
- Boletín Oficial de Canarias (BOC)
- Boletín Oficial de Cantabria (BOC)
- Diario Oficial de Castilla-La Mancha (DOCM)
- Boletín Oficial de Castilla y León (BOCyL)
- Diario Oficial de la Generalitat de Cataluña (DOGC)
- Diario Oficial de la Generalitat Valenciana (DOGV)
- Diario Oficial de Extremadura (DOE)
- Diario Oficial de Galicia (DOG)
- Diario Oficial de La Rioja (DOR)
- Boletín Oficial de la Comunidad de Madrid (BOCM)
- Boletín Oficial de Navarra (BON o NOA)
- Boletín Oficial del País Vasco (BOPV o EHAA)
- Boletín Oficial de la Región de Murcia (BORM)

#### De las ciudades autónomas de España
- Boletín Oficial de la Ciudad Autónoma de Ceuta (BOCCE)
- Boletín Oficial de la Ciudad Autónoma de Melilla (BOCME)

#### De los estados de México
- Periódico Oficial del Estado de Durango
- Periódico Oficial del Estado de Guanajuato
- Periódico Oficial del Estado de Guerrero
- Periódico Oficial del Estado de Hidalgo
- Periódico Oficial del Estado de Jalisco
- Periódico Oficial Gaceta del Gobierno del Estado de México
- Periódico Oficial del Estado de Michoacán de Ocampo
- Periódico Oficial “Tierra y Libertad” del Estado de Morelos
- Periódico Oficial del Estado de Nayarit
- Periódico Oficial del Estado de Nuevo León
- Periódico Oficial del Estado de Oaxaca
- Periódico Oficial del Estado de Puebla
- “La Sombra de Arteaga” Periódico Oficial del Estado de Querétaro
- Periódico Oficial del Estado de Quintana Roo
- Periódico Oficial del Estado de San Luis Potosí
- “El Estado de Sinaloa” Órgano Oficial del Gobierno del Estado
- Boletín Oficial del Estado de Sonora
- Periódico Oficial del Estado de Tabasco
- Periódico Oficial del Estado de Tamaulipas
- Periódico Oficial del Estado de Tlaxcala
- Gaceta Oficial del Estado de Veracruz
- Diario Oficial del Estado de Yucatán
- Periódico Oficial del Estado de Zacatecas

#### De las provincias y las ciudades autónomas de Argentina
Los boletines oficiales de cada provincia se agrupan en una red llamada Red BORA (Red de Boletines Oficiales de la República Argentina)
- Boletín Oficial de la Provincia de Buenos Aires
- Boletín Oficial de la Ciudad Autónoma de Buenos Aires
- Boletín Oficial y Judicial de la Provincia de Catamarca
- Boletín Oficial de la Provincia de Córdoba
- Boletín Oficial de la Provincia de Chaco
- Boletín Oficial de la Provincia de Chubut
- Boletín Oficial de la Provincia de Corrientes
- Boletín Oficial de la Provincia de Entre Ríos
- Boletín Oficial de la Provincia de Formosa
- Boletín Oficial de la Provincia de Jujuy
- Boletín Oficial de la Provincia de La Pampa
- Boletín Oficial de la Provincia de La Rioja
- Boletín Oficial de la Provincia de Mendoza
- Boletín Oficial de la Provincia de Misiones
- Boletín Oficial de la Provincia de Neuquén
- Boletín Oficial de la Provincia de Río Negro
- Boletín Oficial de la Provincia de Salta
- Boletín Oficial de la Provincia de Santa Cruz
- Boletín Oficial de la Provincia de Santa Fe
- Boletín Oficial de la Provincia de San Juan
- Boletín Oficial y Judicial de la Provincia de San Luis
- Boletín Oficial de la Provincia de Santiago del Estero
- Boletín Oficial de la Provincia de Tierra del Fuego, Antártida e Islas del Atlántico Sur
- Boletín Oficial de la Provincia de Tucumán

### Otros

#### De registros mercantiles
- España: Boletín Oficial del Registro Mercantil de España (BORME)

#### De patentes
- Unión Europea: Boletín Oficial de la Oficina Europea de Patentes